# قارچ فندقی تاقدار
قارچ فندقی تاقدار (نام علمی: Geastrum fornicatum) نوعی قارچ غیرخوراکی از سرده قارچ‌های فندقی است که آن را قارچ فندقی بندباز هم می‌نامند.
مانند سایر قارچ‌های فندقی در فصل تخم‌ریزی هاگدان آن پاره شده و هاگ‌ها به بیرون ریخته می‌شوند. قارچ فندقی تاقدار برعکس سایر قارچ‌های فندقی رو به زمین باز می‌شود و هاگ‌ها به زمین می‌ریزند.

## تاریخچه

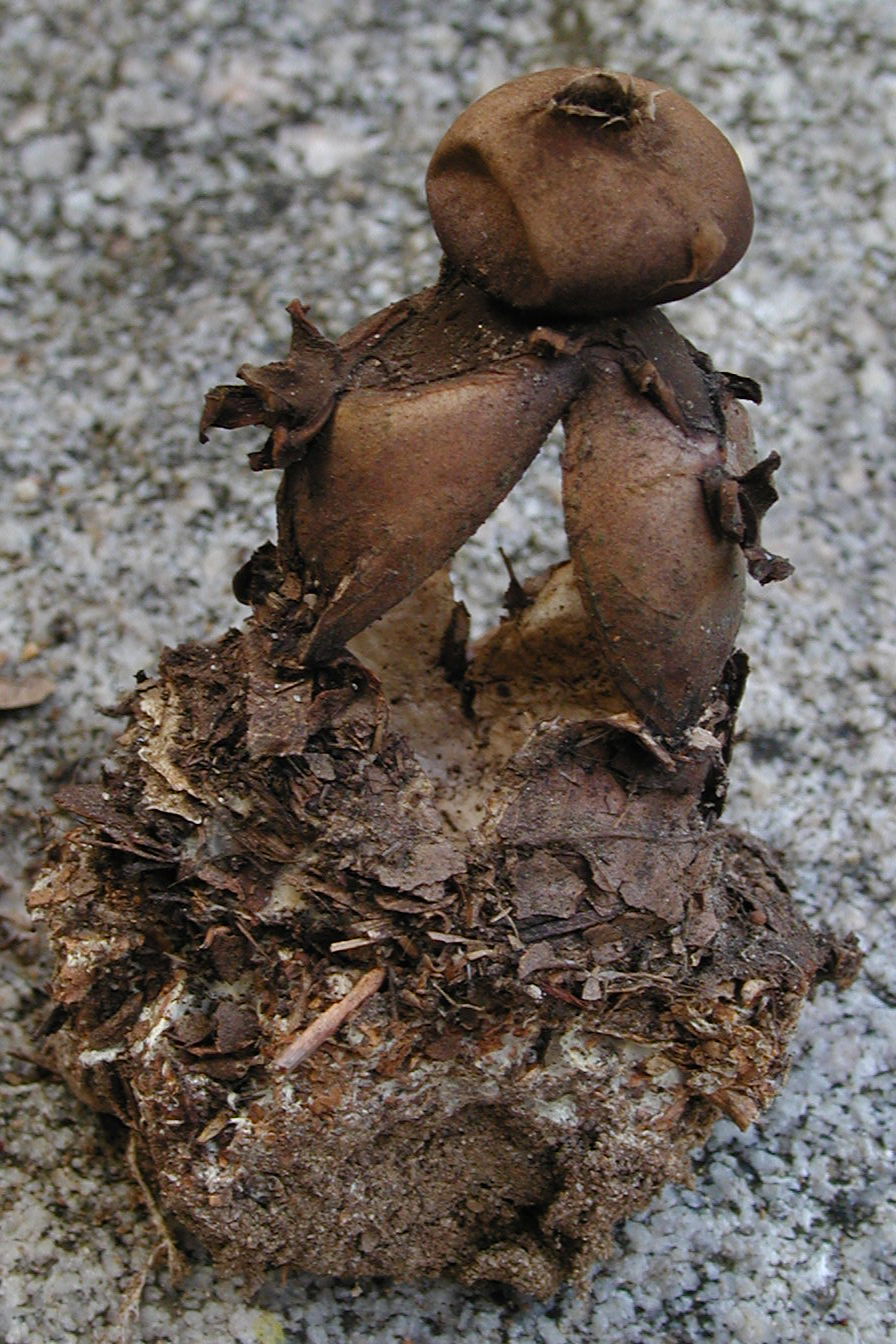
قارچ فندقی تاقدار، یافت شده در لس‌آنجلس.

در اواخر سده ۱۷ توسط جیمز سوربی کشف شد.

## شرح
قارچ فندقی تاقدار به صورت ناقص تقریباً کروی شکل و در اندازه‌های ۱/۵ تا ۲/۵ قطر آن و دارای رنگ قهوه‌ای و در زمان به ثمر نشستن دارای ۴ تا ۵ سانتیمتر درازا دارد. در نهایت از زیر هاگدان پاره شده و هاگ‌ها بر زمین می‌ریزند.

## فعالیت ضد میکروبی
این قارچ خواصیت دارویی هم دارد.